# English Market
 (février 2025).
Si vous disposez d'ouvrages ou d'articles de référence ou si vous connaissez des sites web de qualité traitant du thème abordé ici, merci de compléter l'article en donnant les références utiles à sa vérifiabilité et en les liant à la section « Notes et références ».
L'English Market (en irlandais : An Margadh Sasanach) est un marché alimentaire couvert situé dans le centre-ville de Cork en Irlande.
Il existe depuis 1788 et est géré par le Cork City Council.
On y trouve, entre autres, du poisson et des spécialités locales comme des œufs au beurre, du bœuf épicé, et du drisheen.